# I AM.
I AM. (o "I AM. - SM Town Live World Tour in Madison Square Garden") es una película biográfica sobre los 32 artistas del SM Town (2 solistas y 5 grupos) y su camino para convertirse en los primeros cantantes de Asia en presentar un mega concierto llamado SM Town Live'10 World Tour en el Madison Square Garden de Nueva York. La película estaba originalmente programada para lanzarse el 10 de mayo de 2012 en Corea del Sur pero fue pospuesta para el 21 de junio de 2012.

## Sinopsis
Protagonizada por 32 artistas de SM Entertainment. La película muestra la preparación de los artistas del SM Town para su presentación en vivo en el Madison Square Garden de Nueva York realizada en el mes de octubre del 2011, así como también parte del concierto.

Además de contener imágenes de detrás de cámara, la película refleja el pasado, presente y futuro de cada uno de los artistas. Además contiene imágenes y videos que muestran sus años de formación, sus horas de ensayo, revelando su vida diaria, utilizando archivos nunca antes vistos; así como también un conjunto de entrevistas personales a cada artista. 

## Elenco
- KangTa
- BoA
- TVXQ: U-Know Yunho y Max Changmin
- Super Junior: Leeteuk, Yesung, Shindong, Sungmin, Eunhyuk, Donghae, Siwon, Ryeowook, y Kyuhyun
- Girls' Generation: Taeyeon, Jessica, Sunny, Tiffany, Hyoyeon, Yuri, Sooyoung, Yoona, y Seohyun
- SHINee: Onew, Jonghyun, Key, Minho, y Taemin
- F(x): Victoria, Amber, Luna, Sulli y Krystal

## Música
El 24 de abril de 2012, SM Town lanzó la canción principal de la película llamada "Dear My Family", junto a su video musical. Se trata de un remake de la canción del mismo nombre perteneciente al tercer álbum de Yoo Young-jin lanzado el 2001, así como también del álbum 2002 Winter Vacation in SMTown.com – My Angel My Light cantada por KangTa, Moon Hee-joon, S.E.S., Shinhwa, Fly to the Sky y BoA.
La versión del 2012 es cantada por BoA, KangTa, TVXQ, Yesung de Super Junior, Taeyeon de Girls' Generation, Jonghyun de SHINee, Luna de F(x) y Luhan & D.O de EXO.

## Conferencia de prensa
El 30 de abril de 2012, el elenco asistió a la conferencia de prensa de la película, realizada en el Cine CJ CGV de Yeongdeungpo-gu, Seúl. Fue transmitida en vivo en coreano, inglés, japonés y chino; así como también vía web y en plataformas móviles. 

Asistentes
- KangTa
- TVXQ
- Super Junior (excepto Leeteuk y Siwon)
- Girls' Generation (excepto Yuri y Yoona)
- SHINee
- F(x) (excepto Victoria)

## Fechas de Estreno Internacional
- Estados Unidos: 15 de mayo de 2012 en "Los Angeles Asian pacific film festival".
- Indonesia: Del 18 al 20 de mayo de 2012 en el Cine Blitz Megaplex de Yakarta.
- Hong Kong: Del 18 al 30 de mayo de 2012.
- Singapur: 25 de mayo de 2012.
- Taiwán: 25 de mayo de 2012.
- Japón: 2 de junio de 2012.
- Vietnam: 22 de junio de 2012.
- Tailandia: Del 7 al 8 de julio de 2012 (Solo en el Paragon Cineplex de Siam Paragon, Bangkok)
- Argentina: Del 18 al 21 de octubre de 2012 en Teatro Premier.[4]

## Lanzamiento en DVD
- Hong Kong: 25 de septiembre de 2012.
- Corea del Sur: 27 de septiembre de 2012.
- Japón: 3 de octubre de 2012.
- Taiwán: 19 de octubre de 2012.
- Estados Unidos: 6 de noviembre de 2012.
- Tailandia: 6 de diciembre de 2012.